# Nowa Kamjanka (obwód doniecki)
Nowa Kamjanka (ukr. Нова Кам'янка) – wieś na Ukrainie, w obwodzie donieckim, w rejonie bachmuckim. W 2001 liczyła 14 mieszkańców.